# Золочевський провулок
Зо́лочевський провулок — провулок у Подільському районі міста Києва, місцевість селища Шевченка. Пролягає від Золочевської вулиці до Кареловської вулиці.

## Історія
Провулок виник у 50-х роках XX століття під назвою Нова вулиця. Сучасна назва — з 1955 року, повторне рішення — 1957 року.